# Maxim Roy
Maxim Roy (Rigaud, 7 marzo 1972) è un'attrice canadese.
Attiva a teatro, al cinema e in televisione soprattutto in produzioni canadesi, la sua carriera è iniziata nei primi anni Novanta e ha superato il centinaio di apparizioni tra piccolo e grande schermo. É nota al grande pubblico in particolare per alcuni ruoli televisivi in anni recenti, quali Caroline Morrison in ReGenesis, Jocelyn Fairchild in Shadowhunters e Michelle in Bad Blood.

## Filmografia parziale

### Cinema
- Sola nel buio (Blind Terror), regia di Giles Walker (2001)
- Se mi guardi mi sciolgo (Picture This!), regia di Stephen Herek (2008)
- Wargames 2 - Il codice della paura, regia di Stuart Gillard (2008)
- Switch, regia di Frédéric Schoendoerffer (2011)
- La caduta dell'impero americano (La chute de l'empire américain), regia di Denys Arcand (2018)
- Moonfall, regia di Roland Emmerich (2022)

### Televisione
- Federal Protection, regia di Anthony Hickox - film TV (2002)
- ReGenesis - serie TV, 26 episodi (2004-2006)
- Defying Gravity - Le galassie del cuore (Defying Gravity) - serie TV, 11 episodi (2009)
- Heartland - serie TV, 9 episodi (2011-2013)
- Shadowhunters - serie TV, 15 episodi (2016-2017)
- Bad Blood - miniserie TV, 6 episodi (2017)
- Mirage - serie TV, 6 episodi (2020)

## Doppiatrici italiane
Nelle versioni in italiano dei suoi lavori, Maxim Roy è stata doppiata da:
- Monica Ward in Shadowhunters
- Francesca Fiorentini ne La caduta dell'impero romano
- Gaia Bolognesi in Moonfall
- Roberta Pellini in Resident Alien